# 上松美香
上松美香（1982年7月2日—），長野縣南安曇郡穗高町出身（現安昙野市）的日本豎琴演奏家。哥哥為作編曲家上松範康，丈夫為作編曲家藤間仁。

## 略歷
- 1994年，十二歲時因為母親的影響而開始對豎琴產生興趣並開始練習。[1]
- 2006年7月，與兄上松範康同團體「Elements Garden」的編作曲家藤間仁結婚。[3]

## 作品

### 專輯
- INOCENCIA（2000年6月7日）
- POESIA（2001年5月23日）
- PASION（2001年11月16日）
- TESORITO（2002年9月4日）
- ¡SALUD!（2003年1月22日）
- mika AGEMATSU（2005年2月23日）
- MAXIMA（2005年3月24日）
- ANIPA（2006年6月21日）
- Cruz del Sur（2007年8月22日）
- Cavatina（2008年7月23日）
- （2009年5月27日）
- （2009年8月26日）
- （2013年6月5日）

### 單曲
- （2001年11月16日）

### DVD
- ¡SALUD!（2003年1月22日）
- 上松美香live!-2006春-（2006年10月11日）

## 錄音參加
- 水樹奈奈（Heart-shaped chant，深愛、7月7日）
- Kanon（專輯《Precious》內收錄的）

## 註解
1. 1 2  .   [2011-05-10]. （原始内容存档于2016-03-04）.
2. ↑  ElementsGarden : 紅白歌合戦で僕らが作った曲が流れますっっっ！！ Archive.today的存檔，存档日期2012-07-08，上松範康所提到的
3. 1 2  サイト名 | ページタイトル （页面存档备份，存于），

## 外部連結
- （日語） 上松美香ホームページ （页面存档备份，存于）
- （日語） 上松美香オフィシャルサイト（ユニバーサル・クラシックス　アーティスト・サイト） （页面存档备份，存于）
- （日語） Kingrecords Webcommunication＞上松美香
- （日語） 上松美香web